# Уређени пар
Уређени пар представља пар елемената било којег скупа, у којем је битан распоред, тј. у коме се разликују први и други елемент. Први елемент називамо „првом координатом“, а други „другом координатом“. Уобичајена нотација за уређени пар са првом координатом {\displaystyle a} и другом координатом {\displaystyle b} је {\displaystyle (a,b)}.

## Математичка дефиниција
У математици, у теорији скупова, уређени пар елемената {\displaystyle a} и {\displaystyle b} представља скуп {\displaystyle \{\{a\},\{a,b\}\}} (дефиницију је предложио пољски математичар Kuratowski).

## Особине
Нека су {\displaystyle (a_{1},b_{1})} и {\displaystyle (a_{2},b_{2})} два уређена пара. Ова два уређена пара су једнака ако и само ако је:
{\displaystyle a_{1}=a_{2}\land b_{1}=b_{2}}

## Декартов производ
На основу дефиниције уређеног пара се дефинише и Декартов производ скупова, на сљедећи начин:
{\displaystyle AxB=\{(a,b)|a\in A\land b\in B\}}
Са оваквом дефиницијом, потребно је одредити који скупови могу бити Декартови производи одговарајућих скупова. Наиме, ако {\displaystyle a\in A}, онда скуп који садржи {\displaystyle a} је подскуп од скупа {\displaystyle A}, тј. {\displaystyle \{a\}\subseteq A}, па припада скупу свих подскупова од {\displaystyle A}, тј. {\displaystyle \{a\}\in {\mathcal {P}}(A)}, а овај је подскуп од {\displaystyle {\mathcal {P}}(A\cup B)}.
На сличан начин, ако {\displaystyle a} и {\displaystyle b} припадају редом {\displaystyle A} и {\displaystyle B}, онда скуп од {\displaystyle a} и {\displaystyle b} припада унији скупова {\displaystyle A} и {\displaystyle B}, тј. {\displaystyle \{a,b\}\subseteq A\cup B}, одакле поново слиједи да {\displaystyle \{a,b\}\in {\mathcal {P}}(A\cup B)}.
Дакле, ако и скуп {\displaystyle \{a\}} и скуп {\displaystyle \{a,b\}} припадају скупу свих подскупова уније {\displaystyle A} и {\displaystyle B}, тј. ако {\displaystyle {a},{a,b}\in {\mathcal {P}}(A\cup B)}, онда и скуп који њих садржи, {\displaystyle \{\{a\},\{a,b\}\}} припада {\displaystyle {\mathcal {P}}({\mathcal {P}}(A\cup B))}, па дефиниција Декартовог производа на основу уређених парова гласи:
{\displaystyle AxB=\{x\in {\mathcal {P}}({\mathcal {P}}(A\cup B))|\exists a\exists b(a\in A\land b\in B\land x=(a,b))\}}

## Уређена-торка
По дефиницији, уређена тројка {\displaystyle (a,b,c)} је исто што и уређени пар {\displaystyle ((a,b),c)}. На исти начин се дефинише и уређена четворка ({\displaystyle (a,b,c,d)=((a,b,c),d))=(((a,b),c),d)}) итд.

## Означавање
Означавање са отвореним заградама, нпр. {\displaystyle (a,b)}, може да створи забуну, јер се иста нотација користи за отворени интервал на реалној бројевној правој. Алтернативна нотација која се код нас ретко користи је {\displaystyle \langle a,b\rangle }.